# Sergej Botsjkov
Sergej Botsjkov (ryska: Сергей Бочков), är en rysk tidigare backhoppare som tävlade för Sovjetunionen.

## Karriär
Sergej Botsjkov startade i tysk-österrikiska backhopparveckan säsongen 1972/1973. Han blev nummer 17 i öppningstävlingen i Schattenbergschanze i Oberstdorf i Västtyskland. Östtyskland vann en trippel i tävlingen vid Rainer Schmidt, Hans-Georg Aschenbach och Henry Glass. I nyårstävlingen 1 januari 1973 i Große Olympiaschanze i Garmisch-Partenkirchen blev han nummer åtta. Också här dominerade de östtyska backhopparna och hade 5 utövare bland de 6 bästa. Rainer Schmidt vann igen, 16,4 poäng före Botsjkov. I deltävlingen i Bergiselschanze i Innsbruck i Österrike, vann Botsjkov före Rainer Schmidt (3,0 poäng efter Botsjkov) och Hans-Georg Aschenbach (7,5 poäng efter Botsjkov). Avslutningstävlingen i Paul-Ausserleitner-Schanze i Bischofshofen vanns av Rudolf Höhnl från Tjeckoslovakien före Botsjkov och Aschenberg. Botsjkov blev nummer tre i backhopparveckan sammenlagt, 40,2 poäng efter segrande Rainer Schmidt och 23,3 poäng efter tvåan Hans-Georg Aschenbach. Östtyskland hade fyra backhoppare bland de tio bästa i sammandraget.
Botsjkov startade även i backhopparveckan säsongen 1973/1974, men lyckades inte kopiera framgångarna från året innan. Han blev som bäst nummer 24 i deltävlingen i Innsbruck och nummer 40 sammanlagt. Backhopparveckan dominerades av Öst- och Västtyska utövare. Turneringen vanns av Hans-Georg Aschenbach.  
Sergej Botsjkov deltog i Skid-VM 1974 i Falun i Sverige. Där blev han nummer 18 i normalbacken och nummer 31 i stora backen. Igen dominerades tävlingarna av backhoppare från Östtyskland. De vann dubbel i båda tävlingarna. Aschenberg blev dubbel världsmästare.
Botsjkov tävlade även i skidflygnings-VM 1973 i Heini Klopfer-backen i Oberstdorf. Han blev nummer 39 av 51 deltagare. Hans-Georg Aschenberg vann även denna tävling. Han var endast 0,5 poäng före Walter Steiner från Schweiz och 8,5 poäng före bronsmedaljören Karel Kodejška från Tjeckoslovakien.